# Ernst August Kreuger

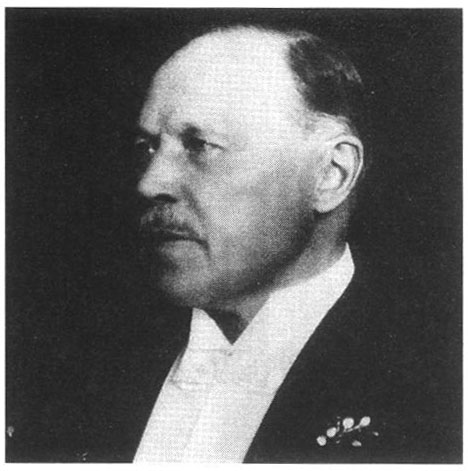
Ernst August Kreuger (1852–1946). Foto: 1926.

Ernst August Kreuger, född 8 mars 1852 i Kalmar, död 26 augusti 1946 i Engelbrekts församling, Stockholm, var en svensk köpman, grundare av Kalmar Tändsticksfabrik och far till industri- och finansmannen Ivar Kreuger. Han övertog uppdraget som vice konsul för Ryssland (1895–1915) efter sin far.

## Familj
Kreuger var son till Per Edward Kreuger (1820–1895), grundare av P.E. Kreuger & Jennings, rysk vice konsul i Kalmar, och hans maka Carolina Amalia von Sydow (1820–1893), vilka fick sex söner varav sönerna Ernst Kreuger och Fredrik Kreuger (född 1858) i huvudsak kom att ägna sig åt tändsticksindustrin. Deras far var en framgångsrik affärs- och industriman som byggde upp en betydande förmögenhet. Han grundade Emsfors pappersbruk vid Emån och övertog 1871 tillsammans med sin bror Erik Lorentz Kreuger Fredriksdahls Tändsticksfabrik.
Ernst Kreuger gifte sig 1876 med Jenny Emelie Forssman (1856–1949), dotter till generallantmätare Magnus Forssman, Kalmar, och Gustafva Forssman, född Lewenhagen. Paret fick fyra döttrar och två söner:
- Ingrid (1877–1973), gift 1908 med professor Erik Ahlström vid Karolinska Institutet i Stockholm.
- Helga (1878–1969), gift 1906 med bankdirektören Axel Hallin (1877–1948) och en av Ivar Kreugers medarbetare i hans banketableringar. Tillsammans hade de dottern Eva Dyrssen och en son.
- Ivar (1880–1932).
- Torsten (1884–1973).
- Greta (1889–1982), gift 1912 med direktören i Svenska Tändsticks AB civilingenjör Gunnar Ekström (1878–1957).
- Britta (1891–1985), ogift och hemmadotter.[5][6][7]

Makarna Kreuger är begravda på Norra begravningsplatsen utanför Stockholm.

## Biografi
Efter att Ernst Kreuger genomgått Frans Schartaus Handelsinstitut 1870–1871, utsågs han till disponent för Fredriksdahls tändsticksfabrik. Tillsammans med brodern Fredrik Kreuger (född 1858) grundade han Mönsterås tändsticksfabrik och Kalmar tändsticksfabrik. Genom att Fredrik Kreuger på 1880-talet etablerade sig som grosshandlare inom tändsticksindustrin i London kom brödernas tändsticksfabriker i Sverige att ledas av Ernst Kreuger. I maj 1912 övertogs i praktiken kontrollen av brödernas olika bolag i det av Ernst Kreugers son, Ivar Kreuger, nybildade AB Kalmar-Mönsterås Tändsticksfabrik. 
Ernst Kreuger som gick in som den största aktieägaren i det nybildade bolaget kom att fungera som styrelsens ordförande fram till 1917, då Ivar Kreuger tog kontroll över hela den skandinaviska tändsticksindustrin i och med förvärvet av Jönköpings och Vulcans Tändsticksfabriks AB, och i samma skede, grundandet av Svenska Tändsticks Aktiebolaget (STAB) inom holdingbolaget Kreuger & Toll AB. Ernst Kreuger kom att kvarstå som styrelseledamot i Kreuger & Toll AB ända fram till Kreugerkraschen 1932.